# Gefecht bei Kuppenheim 1796
1792

Porrentruy – Marquain – Quiévrain – Verdun – Thionville – Valmy – Lille – Mainz (1792) – Jemappes
1793

Aldenhoven I – Namur – Neerwinden – Mainz (1793) – Famars – Valenciennes (1793) – Arlon (1793) – Hondschoote – Meribel – Avesnes-le-Sec – Pirmasens – Toulon – Fontenay-le-Comte – Cholet – Lucon – Trouillas – Dünkirchen – Le Quesnoy – Menin I – Wattignies – Weißenburg I – Biesingen – Kaiserslautern I – Weißenburg II
1794

Boulou – Landrecis – Menin II – Mouscron – Martinique – Guadeloupe – Tourcoing – Tournai – Kaiserslautern II – San-Lorenzo de la Muga – 13. Prairial – Fleurus – Kaiserslautern III – Vosges – Aldenhoven II
1795

Cornwallis’ Rückzug – Genua – Groix – Hyeres – Handschuhsheim – Mainz (1795) – Mannheim – Loano
1796

Montenotte – Millesimo – Dego – Mondovì – Lodi – Borghetto – Castiglione – Mantua – Siegburg – Altenkirchen – Wetzlar – Kircheib – Kehl – Kalteiche – Friedberg  – Malsch – Neresheim – Sulzbach – Deining – Amberg – Würzburg – Neufundland – Rovereto – Bassano – Limburg – Biberach I – Emmendingen – Schliengen – Caldiero – Arcole – Irland
1797

Fall von Kehl – Rivoli (1797) – St. Vincent – Diersheim – Santa Cruz – Neuwied – Camperduin
Das Gefecht  bei Kuppenheim am 5. Juli 1796 war eine militärische Auseinandersetzung zwischen der französischen und  der österreichischen Armee im Verlauf des ersten Revolutionskrieges.

## Vorgeschichte
Die Rhein-Mosel-Armee unter General Moreau hatte nach dem am 24. Juni durchgeführten Rhein-Übergang bei Kehl, alle ihr gegenüberstehenden Truppen vertrieben. Moreau stand Ende Juni bereit, mit 60.000 Mann die Offensive in Richtung Donau fortzusetzen. Erzherzog Karl hatte weiter nördlich General Jourdan zum eiligen Rückzug gezwungen. Moreau musste nun befürchten, dass der Erzherzog mit aller Macht vorrücken und ihn zusammen mit den Truppen des FZM Latour angreifen würde. Daher war es notwendig, Latour vor Ankunft des Erzherzogs zu schlagen und wenigstens bis hinter den Neckar zurückzudrängen. Aber Moreau hatte Bedenken und entschloss sich erst 5 Tage später zum Marsch gegen Latour. Dieser stand mit 16 Bataillonen und 50 Schwadronen zwischen Rastatt und Kuppenheim, das Städtchen Gernsbach war durch 1 Bataillon besetzt und vom Rheinkordon erwartete er noch 10 Bataillone Verstärkung.

## Aufmarsch
Die Division Ferino wurde zur Beobachtung des Generals Fröhlich und des Prinzen Condé an der Kinzig und Schutter zurückgelassen, die Division Duhesme rückte bis Freudenstadt vor. Dabei eroberte der General Laroche unterwegs am 2. Juli das Fort Kniebis und drängte nicht nur die Reste der aus Kehl vertriebenen schwäbischen Kreistruppen völlig zurück, sondern schlug auch den zu ihrer Unterstützung nach Freudenstadt marschierten General Hügel, wobei 21 Kanonen erobert wurden. In Folge dieser Ereignisse begann der Herzog von Württemberg Unterhandlungen mit der Republik, die bald zu einem Friedensschluss führen sollten.
Nach Abzug jener Truppen blieben General Moreau noch 39 Bataillone und 57 Schwadronen, mit welchen er am 4. Juli Nachmittags in der Ebene zwischen Stollhofen und Steinbach ankam. Latours Vorposten wichen kämpfend bis an die Murg zurück. Mit Ausnahme der wenigen Bataillone, welche Rastatt besetzt hielten, stand seine Infanterie auf dem linken Ufer der Murg und musste dadurch bei einem Angriffe in die Defensive kommen. Die ganze Strecke zwischen Gernsbach und Kuppenheim, wo ein starker Angriff zu befürchten war, hielt ein einziges Bataillon besetzt.

## Österreichische Planung
Bei der großen Überlegenheit an Infanterie sollte der Sieg der Franzosen unvermeidlich sein. Für die Österreicher war es wichtig, das Vorrücken der Franzosen zu verlangsamen und wenn möglich die Stellung bis zum Abend zu halten, denn der Erzherzog war schon mit 24.000 Mann in der Nähe von Karlsruhe angelangt. Die Versuche Latours schienen jedoch nicht geeignet, dieses Resultat zu erreichen.

## Französischer Angriff
Moreau übertrug die Leitung des ganzen Angriffes dem General Desaix, welcher die Division Taponnier mit 12 Bataillonen und 5 Schwadronen über Baden-Baden nach Gernsbach marschieren ließ, wo der Angriff schon früh um 5 Uhr erfolgte. Erst wenn diese Division im Murgtal Fortschritte gemacht haben würde, sollten die übrigen Truppen die Front der österreichischen Stellung angreifen, und zwar Delmas in Kuppenheim und Beaupuy in Rastatt. (Unklar ist warum Taponnier nicht sofort die Murg entlang gegen Kuppenheim  marschiert ist, denn er hatte nur 2 Bataillone gegen sich; das hätte Latour zum schleunigen Rückzug gezwungen. Es scheint, dass Taponnier im Gebirge überall Feinde vermutete).
Der Angriff gegen Kuppenheim und Rastatt erfolgte erst gegen Mittag. Nach 3-stündigem Kampf wurden die Österreicher zum Rückzug hinter die Murg gezwungen, den sie ohne Verlust ausführten. Der Versuch, die Rastatter Brücke zu verbrennen, wurde von den verfolgenden Franzosen vereitelt. Bis zum Einbruch der Dunkelheit dauerte der Kampf fort, ohne dass es den Franzosen gelang, im Rheintal weiter vorzudringen, was die österreichische Kavallerie auch durch einige erfolgreiche Attacken verhindert hätte. Die Verluste waren auf beiden Seiten etwa gleich. Der Erzherzog war für seine Person Augenzeuge des Gefechtes, seine Truppen lagerten in der Nacht bei Ettlingen.
Bereits am 9. Juli 1796 kam es dann zur Schlacht bei Malsch.